# Gliznowo
Gliznowo – wieś w Polsce położona w województwie kujawsko-pomorskim, w powiecie włocławskim, w gminie Lubień Kujawski.
W latach 1975–1998 miejscowość administracyjnie należała do województwa włocławskiego. Według Narodowego Spisu Powszechnego (III 2011 r.) liczyła 360 mieszkańców. Jest drugą co do wielkości miejscowością gminy Lubień Kujawski.